# Elke Sommer
Elke Sommer, nemška filmska igralka, * 6. november 1940, Berlin.
Elke Sommer s pravim imenom Elke Schletz se je kot filmska igralka v mednarodnem merilu uveljavila leta 1963 v filmu Nagrada. Drugi pomembnejši filmi v katerih je nastopala: Strel v temi (1964), Pot na Dunaj (1973), Kamen smrti (1986)